# Теулада
Теулада (итал. Teulada) је насеље у Италији у округу Каљари, региону Сардинија.
Према процени из 2011. у насељу је живело 3288 становника. Насеље се налази на надморској висини од 50 м.

## Становништво
Према резултатима пописа становништва 2011. у општини је живело 3.773 становника.
| 1931. | 1936. | 1951. | 1961. | 1971. | 1981. | 1991. | 2001. | 2011. |
| ----- | ----- | ----- | ----- | ----- | ----- | ----- | ----- | ----- |
| 4.701 | 4.984 | 5.448 | 5.742 | 5.236 | 5.090 | 4.702 | 3.988 | 3.773 |